# Santa Rita (Santa Bárbara)
Santa Rita è un comune dell'Honduras centro-occidentale facente parte del dipartimento di Santa Bárbara.
Il comune è stato istituito il 22 ottobre 1900 con parte del territorio del comune di San Francisco de Ojuera.